# Mattias Claesson
Mattias Claesson (ur. 26 lipca 1986) – szwedzki lekkoatleta, specjalizujący się w biegu na 800 m. 
Najważniejszym jego osiągnięciem jest brązowy medal halowych mistrzostw Europy w biegu na 800 m (2009). 

## Największe osiągnięcia
| Rok  | Rodzaj zawodów              | Miasto | Konkurencja | Miejsce | Wynik       |
| ---- | --------------------------- | ------ | ----------- | ------- | ----------- |
| 2005 | Mistrzostwa Europy juniorów | Kowno  | 800 m       | 1       | 1.49,58 min |
| 2009 | Halowe mistrzostwa Europy   | Turyn  | 800 m       | 3       | 1.49,32 min |

## Rekordy życiowe
- Bieg na 400 metrów – 46,53 (2005)
- Bieg na 800 metrów – 1:46,36 (2009)
- Bieg na 400 metrów (hala) – 47,31 (2006)
- Bieg na 800 metrów (hala) – 1:47,39 (2007)

Claesson był członkiem szwedzkiej sztafety 4 x 400 metrów, która zajęła 4. miejsce na Halowych Mistrzostwach Świata (Moskwa 2006) ustanawiając do dziś aktualny rekord Szwecji – 3:07,10.